# Felipe Vizeu
Felipe Vizeu (* 12. März 1997 in Três Rios), mit vollständigen Namen Felipe dos Reis Pereira Vizeu do Carmo, ist ein brasilianischer Fußballspieler.

## Karriere

### Verein
Felipe Vizeu erlernte das Fußballspielen in den Jugendmannschaften von América Mineiro und Flamengo Rio de Janeiro. Bei Flamengo stand er von 2016 bis 2018 unter Vertrag. 2017 feierte er mit Flamengo die Staatsmeisterschaft von Rio de Janeiro. Am 1. Juli 2018 wechselte er für eine Ablösesumme von 5 Millionen Euro zum italienischen Erstligisten Udinese Calcio. Die Saison 2019 wurde er für eine Leihgebühr von einer Million Euro an den brasilianischen Erstligisten Grêmio Porto Alegre ausgeliehen. Mit Porto Alegre wurde er Staatsmeister von Rio Grande do Sul. Von Januar 2020 bis August 2020 wurde er an den russischen Erstligisten Achmat Grosny nach Grosny ausgeliehen. Der brasilianische Erstligist Ceará SC lieh ihn von Mitte Oktober 2020 bis Ende Juni 2021 aus. Im Juli 2021 ging er auf Leihbasis nach Japan. Hier stand er beim Erstligisten Yokohama FC unter Vertrag.  Am Ende der Saison 2021 belegte er mit dem Verein aus Yokohama den letzten Tabellenplatz und musste somit in die zweite Liga absteigen. Nach insgesamt 21 Ligaspielen kehrte er Ende Juni 2022 nach Italien zurück. Im August 2022 ging er nach Moldawien, wo er einen Vertrag beim Erstligisten Sheriff Tiraspol unterschrieb.

### Nationalmannschaft
Felipe Vizeu spielte von 2016 bis 2017 elfmal in der brasilianischen U20-Nationalmannschaft. Mit der Mannschaft nahm er an der U20-Südamerikameisterschaft 2017 in Ecuador teil. In der Finalrunde belegte man einen fünften Platz.

## Erfolge
Flamengo Rio de Janeiro
- Staatsmeisterschaft von Rio de Janeiro: 2017

Grêmio Porto Alegre
- Staatsmeisterschaft von Rio Grande do Sul: 2019